# Dysspastus
Dysspastus é um gênero de traça pertencente à família Agonoxenidae.